# Les Noces rouges
Pour les articles homonymes, voir Noces rouges (film) et Noces rouges (mini-série).
Pour plus de détails, voir Fiche technique et Distribution.
Les Noces rouges est un film franco-italien de Claude Chabrol sorti en 1973.

## Synopsis
Paul, député-maire d'un petite ville de province, investit beaucoup de son temps dans les relations publiques. Sa femme, Lucienne, a un amant, Pierre, adjoint du maire. Pierre, marié à Clotilde, gravement malade, empoisonne sa femme. Paul révèle un jour à Pierre et à Lucienne qu'il sait tout de leur relation amoureuse. L'amant et la femme infidèle assassinent Paul. La fille de Lucienne, qui a des doutes sur la culpabilité de sa mère, pour se rassurer envoie à la police une lettre qui relance l'enquête. Le couple avoue alors rapidement les deux crimes.

## Fiche technique
- Titre : Les Noces rouges
- Réalisation : Claude Chabrol, assisté d'Alain Wermus
- Scénario : Claude Chabrol, d'après un fait réel survenu dans le département de la Creuse
- Photographie : Jean Rabier
- Montage : Jacques Gaillard
- Son : Guy Chichignoud
- Décors : Guy Littaye
- Costumes : Karl Lagerfeld
- Musique : Pierre Jansen ; orchestre dirigé par André Girard
- Producteur : André Génovès
- Sociétés de production : Les Films de La Boétie (France) et Canaria Film, Italian International Film (Italie)
- Société de distribution : Les Films de La Boétie
- Pays d'origine : France et Italie
- Langue originale : français
- Format : couleur (Eastmancolor) — 35 mm — Ratio 1,66:1 —Mono
- Genre : drame
- Durée : 92 minutes
- Date de sortie : 12 avril 1973 (France)

## Distribution
- Michel Piccoli : Pierre Maury
- Stéphane Audran : Lucienne Delamare
- Claude Piéplu : Paul Delamare
- Clotilde Joano : Clotilde Maury
- Eliana de Santis : Hélène Chevalier, la fille de Lucienne
- Daniel Lecourtois : le préfet
- Ermano Casanova : le conseiller
- Pippo Merisi : Berthier
- François Robert : Auriol, le commissaire de police
- Henri Berger (non crédité)
- Maurice Fourré (non crédité)
- Philippe Fourré (non crédité)
- Gilbert Servien (non crédité)

## Production

### Origines du scénario
Le film s'inspire d'un fait divers, l'affaire des amants diaboliques de Bourganeuf dans la Creuse en 1970. Le 24 février 1970, René Balaire, artisan-commerçant en chauffage sanitaire, meurt brûlé vif dans un tragique accident de voiture conduite par son épouse Yvette Balaire qui en réchappe miraculeusement. L'enquête révèle qu'il a été abattu d'une balle de revolver par l'amant d'Yvette, Bernard Cousty. Le procès, à Limoges, en 1972, conduit à la condamnation de Bernard Cousty à la peine de mort pour le double assassinat de sa femme et de René Balaire, et Yvette à dix ans de réclusion pour complicité.
Claude Chabrol s'inspire directement de ces faits pour l'écriture de son scénario.

### Tournage et post-production
Le tournage du film se déroule du 16 octobre au 6 décembre 1972 à Valençay et la Brenne, dans le département de l'Indre.
Les Noces rouges est le dernier film français relatant une affaire judiciaire à avoir vu sa sortie reportée de quinze jours sur décision administrative et non judiciaire, car cette sortie devait tomber au beau milieu du procès aux assises des accusés de l'affaire de Bourganeuf. Il sort sur les écrans français le 12 avril 1973.